# Herringhausen (Herford)
Herringhausen ist ein Stadtteil von Herford. Im Westen schließt sich unmittelbar der Stadtteil Herringhausen der Stadt Enger an. Vor 1969 bildeten diese beiden Teile eine gemeinsame Gemeinde im Landkreis Herford. Zur Unterscheidung vom Stadtteil Engers wird Herford-Herringhausen auch Herringhausen Ost genannt.

## Geschichte
Erstmals erwähnt wird der Ort als Hetheredingusen in einer Schenkungsurkunde von 1151. Im Ravensburger Urbar von 1556 tritt Herringhausen mit 23 Höfen auf. Hauptachse des Ortes ist die alte Handelsstraße von Herford nach Osnabrück, die heute Engerstraße genannt wird. Bis 1968 war Herringhausen eine selbstständige Gemeinde. Im Zuge der Gebietsreform wurde der Ort am 1. Januar 1969 geteilt und den benachbarten Städten Herford und Enger zugeschlagen.

## Bevölkerung
Herringhausen Ost wurde ein Stadtteil Herfords. Am 31. Dezember 2015 zählte er 2736 Einwohner. Herringhausen ist damit deutlich größer als der gleichnamige Stadtteil Engers.

## Nachbargemeinden
Herringhausen grenzt im Osten an die Radewiger Feldmark der Stadt Herford, im Süden an Herford-Diebrock und Herford-Eickum, im Westen an Enger-Herringhausen und im Norden an Hiddenhausen-Oetinghausen.

## Öffentliche Einrichtungen
In Herford-Herringhausen gibt es eine städtische Grundschule und einen Kindergarten der evangelischen Kirchengemeinde.

## Evangelische Kirche

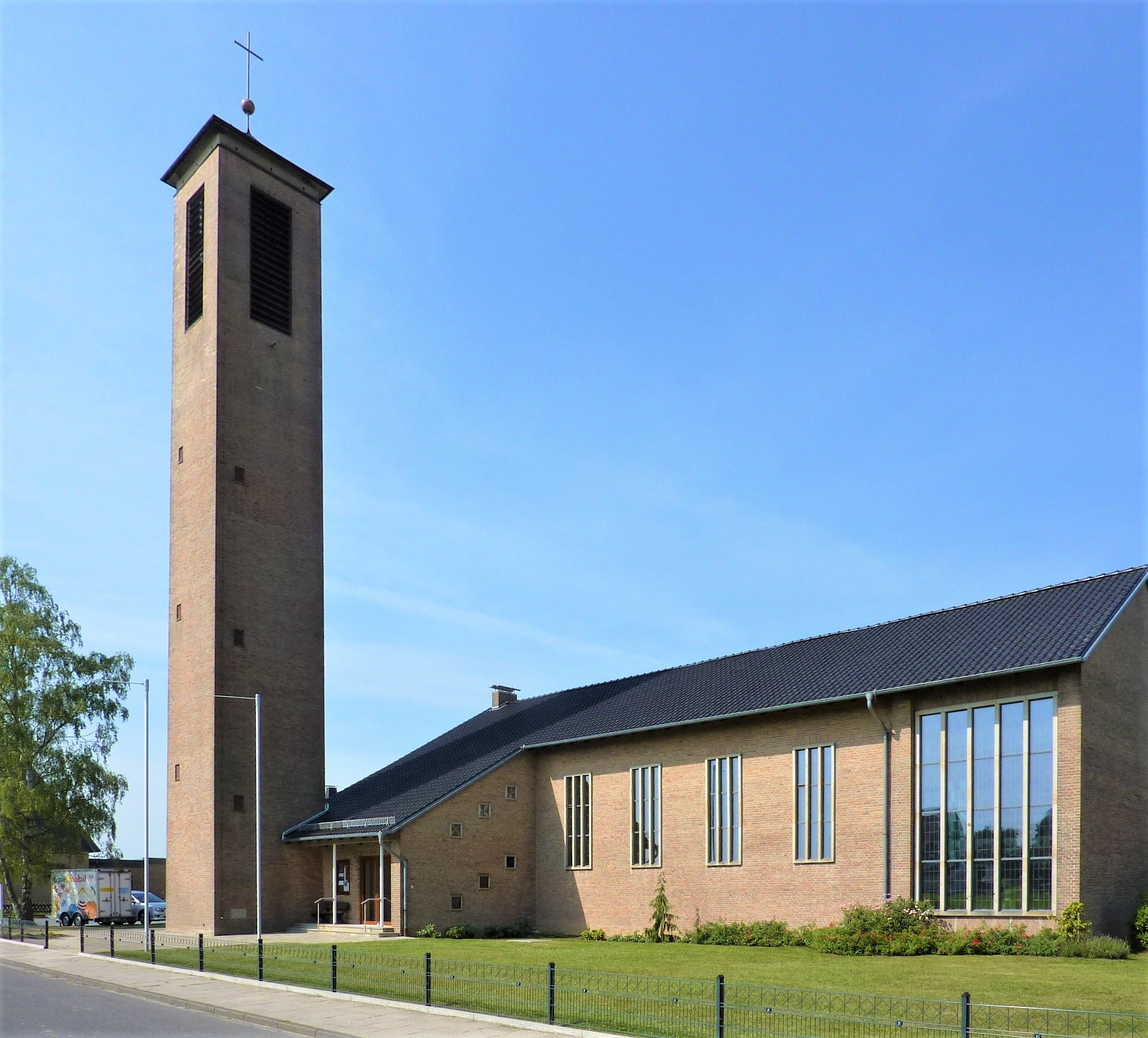
Evangelische Kirche Herringhausen

Die evangelische Kirche wurde 1958 erbaut. Die Kirchengemeinde, die zuvor zur Herforder Münstergemeinde gehört hatte, wurde am 1. Januar 1964 selbständig. Die Gemeinde umfasst auch einige Teile von Diebrock und Eickum. Das schlichte Gebäude ist geprägt durch holländischen Klinker. Der Turm steht östlich neben dem Kirchenschiff. Auch im Innenraum wurden die Klinker belassen. Dagegen sind Altar, Taufstein, Kanzel und Fensterlaibungen aus Sandstein gefertigt. Die Fenster sind aus antikem Glas. Die Empore an der Rückwand der Kirche erhält ihr Licht durch ein rundes Fenster.

## Wirtschaft & Infrastruktur

### Gewerbe
Das Gewerbegebiet Herringhausen ist eines der größten Gewerbegebiete der Stadt Herford. Dort sind unter anderem die Poggenpohl-Küchenmöbelwerke, und der Büromöbelhersteller Febrü beheimatet.

### Nahversorgung im Lebensmittelbereich
Herringhausen verfügt über einen Supermarkt sowie zwei Bäckereien. Darüber hinaus gibt es noch den Hofladen eines Biohofs. Auch die Tankstelle verfügt über einen kleinen Shop.

### Verkehr
Die Engerstraße ist die zentrale Verkehrsachse, die von Herford nach Enger mitten durch Herringhausen führt. Im öffentlichen Nahverkehr ist Herringhausen durch die Stadtbuslinie S1 des BVO angebunden. Unter der Woche besteht ein halbstündliches Angebot zwischen Eickum/Herringhausen und Herford. So kann der Bahnhof und die Innenstadt ohne Umsteigen erreicht werden.

### Ärztliche Versorgung
In Herringhausen gibt es eine Zahnarztpraxis und eine Apotheke. Es gibt vor Ort keine Hausarztpraxis mehr. Die nächsten Hausärzte befinden sich in Herford-Eickum und Hiddenhausen-Oetinghausen.

## Vereine
Der größte in Herringhausen ansässigen Verein ist F.A. 1910 Herringhausen-Eickum, ein Sportverein mit den Sparten Fußball, Tischtennis, Laufen, Turnen und Gymnastik.

## Umwelt
An das Gewerbegebiet Herringhausen schließt sich das Naturschutzgebiet Füllenbruch an. Südlich der Engerstraße entspringt der Lambach, der das Tränental durchfließt und nach 2,8 km in Eickum in die Kinsbeke mündet. Er ist Teil des Naturschutzgebiets Asbeke-Kinzbachtal.

## Belege

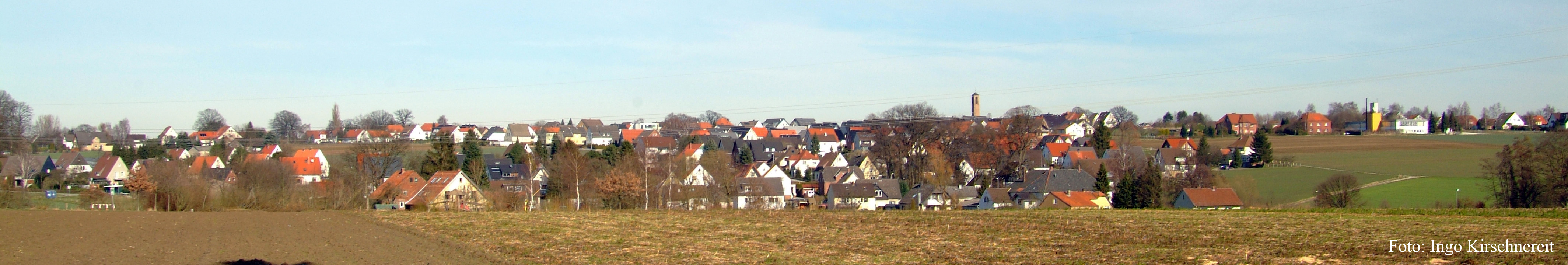
Herford-Herringhausen von der Tennishalle in Eickum aus gesehen

1. ↑  Martin Bünermann: Die Gemeinden des ersten Neugliederungsprogramms in Nordrhein-Westfalen. Deutscher Gemeindeverlag, Köln 1970, S. 74.
2. ↑  Stadt Herford: Zahlen, Daten, Fakten
3. ↑  mhv: Busliniennetz Stadt Herford. Abgerufen am 28. August 2018.